# Coupe du monde de parapente 2003
 (janvier 2024).
Si vous disposez d'ouvrages ou d'articles de référence ou si vous connaissez des sites web de qualité traitant du thème abordé ici, merci de compléter l'article en donnant les références utiles à sa vérifiabilité et en les liant à la section « Notes et références ».
La coupe du monde de parapente 2003 est la douzième édition de la coupe du monde de parapente, la principale compétition sportive en matière de parapente. La dernière épreuve a été disputée en novembre 2003 entre Saint-Leu et Saint-Paul, sur l'île de La Réunion, en France. Elle voit la victoire finale de l'Allemand Achim Joos chez les hommes.